# ۹۳۲ (قمری)
۹۳۲ (قمری)، نهصد و سی و دومین سال در گاهشماری هجری قمری است. اول محرم این سال برابر با بیست و هشتم اکتبر سال ۱۵۲۵ میلادی است.